# 모바일명함
모바일명함(Mobile Business card)은 명함의 활용성을 극대화 하기 위해 스마트폰으로 만들고, 보내고, 저장하는 명함이다. 기존 종이명함은 일반적으로 이름, 주소, 전화번호, 회사, 직책 등 기본적인 소속과 연락처 정보만 적는데 모바일명함은 종이명함의 정보 외에 동영상, 프레젠테이션 문서, 웹사이트, SNS 등 다양한 멀티미디어 콘텐츠를 함께 담을 수 있는 장점이 있다. 모바일명함은 모든 정보를 디지털 형태로 저장하고, 다른 사람에게 보낼 때에도 vCard로 보내서 스마트폰 연락처에 바로 저장이 가능하다.

## 모바일명함의 형태

### QR코드
모바일명함은 스마트폰의 대중화와 함께 종이명함에 웹콘텐츠 주소가 담긴 QR코드를 인쇄하는 것으로 시작하였다.

### 마이크로 블로그
호스팅 업체에서 마이크로 블로그 형태의 공개형 명함을 제작하고, 호스팅 비용을 사용료로 받는 형태의 모바일명함이 유행하였다.

### 스마트폰 애플리케이션
최근에는 애플리케이션으로 모바일명함을 사용자가 직접 만들고, 사용할 수 있는 형태가 모바일명함의 형태로 자리잡고 있다.

## 명함관리 애플리케이션과 모바일명함 애플리케이션의 차이
명함관리 솔루션이 종이명함을 스캐너 등을 통하여 디지털로 변환하여 저장하는 것에 집중하는 반면, 모바일명함은 종이명함을 대체하여 명함을 만들고, 사용할 수 있다는 점에서 명함관리 솔루션과 다르다. 모바일명함은 디지털 정보로 명함을 직접 만들고, 온라인으로 보내고 저장시키는 것이 핵심 기능이다.

## 같이 보기
- 명함
- vCard